# Skarfjellet
Skarfjellet és una muntanya de 1.790 metres situada al municipi de Sunndal, Møre og Romsdal, Noruega. Es troba al llarg del costat sud de la vall d'Innerdalen, a la serra de Trollheimen, just a l'oest de la muntanya d'Innerdalstårnet, i uns 9 quilòmetres al nord-est del nucli de població de Sunndalsøra. És el pic situat a l'extrem nord de la carena del Trolla, de 1.850. La muntanya és un popular destí d'escalada en roca.